# Pyrrhula erythrocephala
El camachuelo cabecirrojo (Pyrrhula erythrocephala) es una especie de ave paseriforme de la familia Fringillidae endémica del Himalaya y las tierras altas adyacentes.  

## Distribución y hábitat

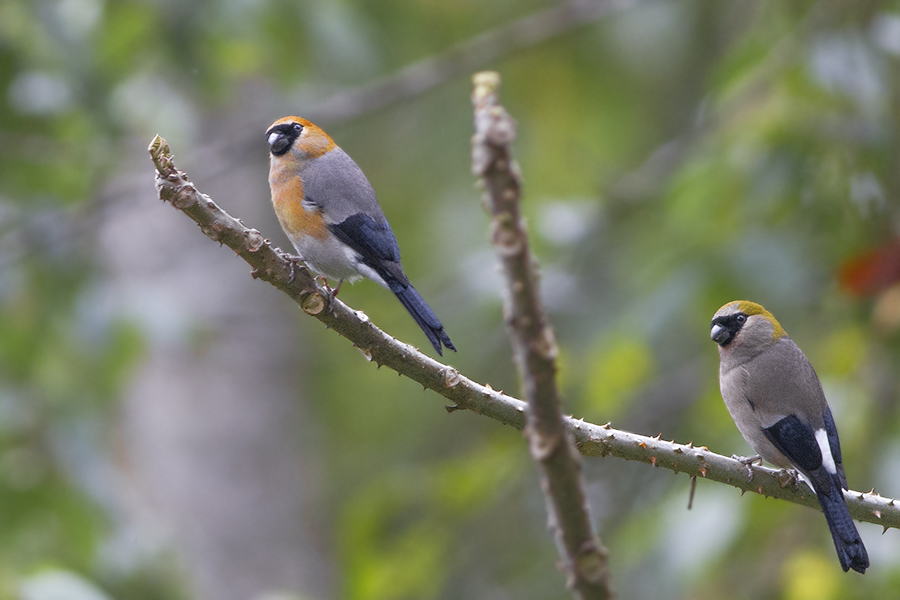
Macho y hembra en la Reserva de Pangolakha (situada en el distrito de Sikkim oriental de la India)

Se encuentra en Bután, el norte de la India, Nepal, Pakistán y el Tíbet. Su hábitat natural son los bosques subtropicles montanos y los bosques templados.

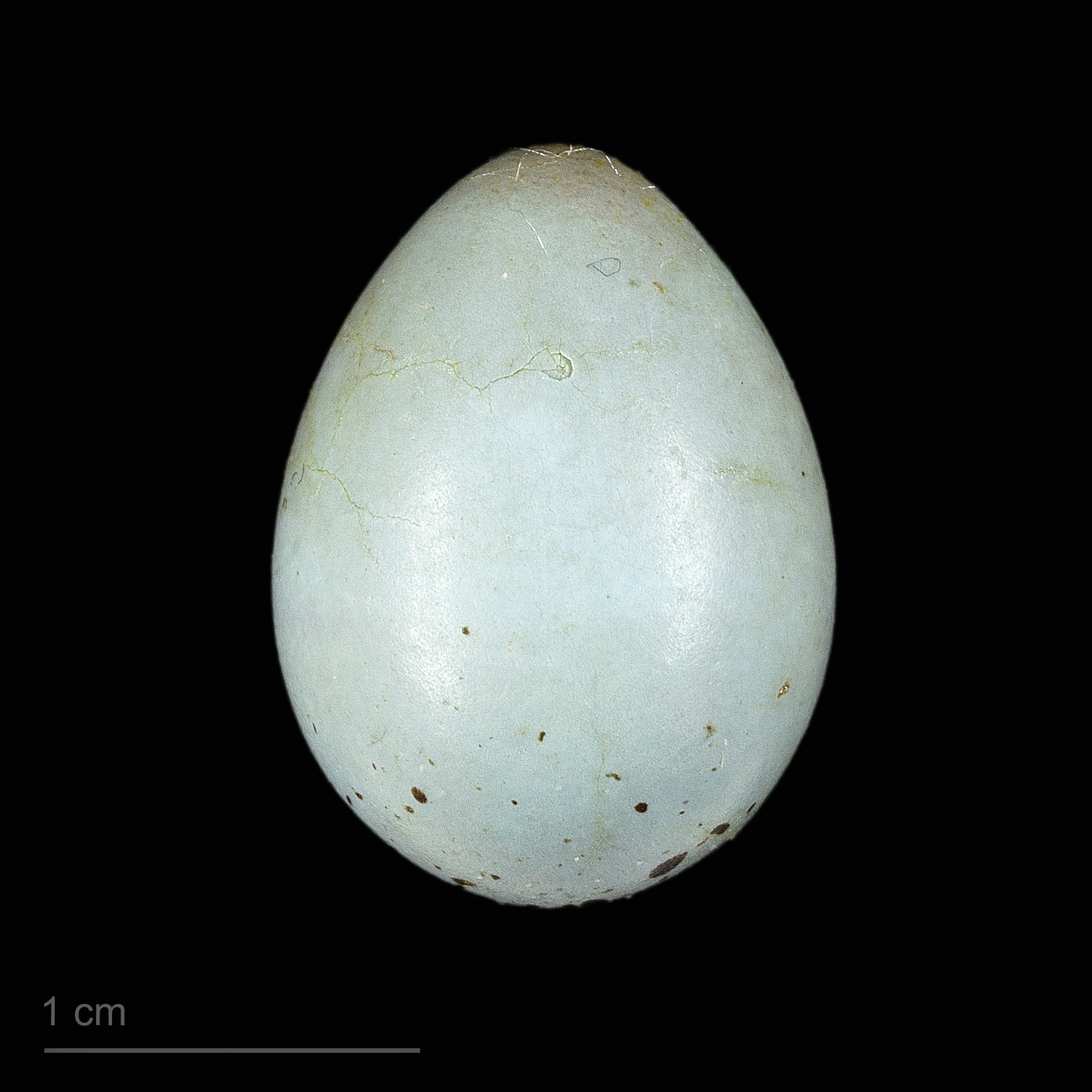
Pyrrhula erythrocephala - MHNT